# Лень, Игорь Николаевич
Игорь Николаевич Лень (род. 24 февраля 1962, Рига, Латвийская ССР, СССР) — советский и американский композитор, пианист, аранжировщик, продюсер.

## Биография
Выпускник Московской консерватории им. П. И. Чайковского, активный музыкальный деятель оставивший яркий след в развитии московской рок-сцены, особенно в движении новая волна, клавишник московской группы Николай Коперник (1986), принимал участие в записи альбома Оберманекен «Прикосновение нервного меха» (1987), который был включён в книгу Кушнира «100 магнитоальбомов советского рока», записывался в альбоме группы Центр «Очищение» (1989), также участник других музыкальных проектов, включая Владимира Кузьмина и Лаймы Вайкуле (1987—1992). Фирма Мелодия выпустила сольный альбом Игоря Леня «Здесь…» на виниловой пластинке (1989). В инструментальных электроакустических состояниях музыки, звучащей на этом альбоме, чувствуются[кем?] влияния как эмбиент-культуры — музыки авангардной новой волны, так и творчества композиторов-минималистов академического направления. Также Лень сотрудничал с певцом и композитором Виктором Лукьяновым, записал с ним альбом «По твоим следам» (1990). Автор музыки к песне Ирины Понаровской «Лучший день». Участвовал в записи вокально-инструментальной сюиты Эдуарда Артемьева «Тепло Земли» (1985).
В 2008 Игорь Лень продюсирует альбом группы Центр «У прошлого нет будущего».